# Cendras
Cendras là một xã trong tỉnh Gard thuộc vùng Occitanie, phía nam nước Pháp. Xã Cendras nằm ở khu vực có độ cao trung bình 140 mét trên mực nước biển.